# Mercedes-Benz Auto 2000
La Mercedes-Benz Auto 2000 est un prototype d'automobile créé par le constructeur allemand Mercedes-Benz en 1981.

## Historique
À la fin des années 1970, le ministère fédéral allemand de la Recherche et de la Technologie a lancé le projet « Auto 2000 ». Le concours présentait certaines règles aux constructeur voulant y participer : « La consommation de carburant ne devait pas dépasser les 9,5 litres aux 100 kilomètres pour les voitures d'un poids à vide compris entre 1250 et 1700 kilogrammes et de 11 litres aux 100 kilomètres pour des poids à vide allant jusqu'à 2150 kilogrammes — un objectif très ambitieux à l'époque. De plus, les voitures devaient également pouvoir accueillir au moins quatre personnes et transporter une charge utile de plus de 400 kilogrammes, le tout sans compromettre en aucune façon les performances, le confort ou l'autonomie. ». Des améliorations nettes étaient également attendues en termes de durée de vie, de facilité de réparation, de sécurité et de compatibilité environnementale par rapport aux voitures de série de l'époque.
Les constructeurs avaient jusqu'au printemps 1981 pour préparer des prototypes dignes de la route de leurs visions du futur, qui seraient ensuite dévoilés au public en septembre de la même année. Le ministère fédéral de la Recherche a financé cet ambitieux projet à hauteur d'environ 110 millions de deutsche mark, chiffre qui a ensuite été égalé par l'industrie automobile allemande.
Plusieurs constructeurs automobiles ont participé, dont Mercedes-Benz qui a respecté les exigences. L'Auto 2000 sera présentée pour la première fois au public au Salon international de l'automobile de Francfort en 1981. Les autres constructeurs ayant participé à ce projet sont Audi et Volkswagen.
Les idées et les solutions mises en œuvre aidera pour les W124, W126/C126, R129, W140, W201 et W202.

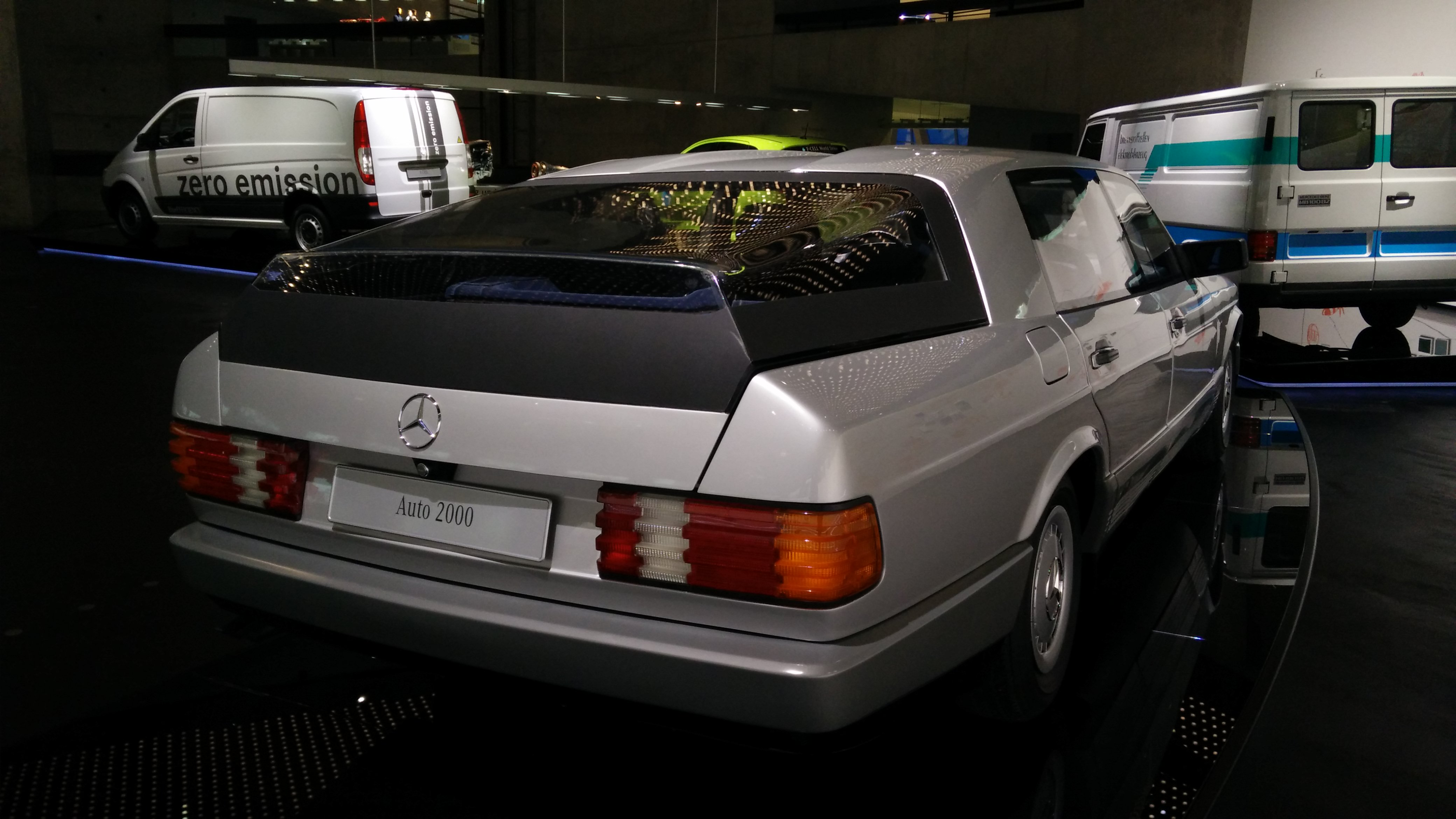
Vue arrière de l'Auto 2000.

## Caractéristiques
Ce prototype avait une carrosserie optimisée sur le plan aérodynamique avec un très faible coefficient de traînée de seulement 0,28..
Trois prototypes seront fabriqués avec des moteurs différents, :
- Le premier : moteur essence V8 de 3,8 L avec la coupure automatique des cylindres. Lorsque peu de puissance était nécessaire, quatre des huit chambres de combustion seront temporairement arrêtées. C'est aujourd'hui une caractéristique de plusieurs moteurs essence de grande cylindrée de Mercedes-Benz.
- Le deuxième : moteur diesel L6 bi-turbo de 3,3 L. Elle avait une puissance d'accélération exemplaire notaient grâce à ces deux turbocompresseurs et elle excellait avec une consommation de 7,5 litres aux 100 kilomètres à une vitesse de 120 km/h et une autonomie de 860 km[4].
- Le troisième : moteur à turbine à gaz. Les ingénieurs ont réalisé un projet ambitieux qui avait plusieurs qualités : des faibles émissions de polluants, un faible poids, des dimensions compacte, des caractéristiques de couple élevé et aucun refroidissement par eau.

Tous les moteurs étaient attelés à une boîte de vitesses automatique à 4 rapports. En outre, des sièges intégrés pour le conducteur et le passager avant, avec toutes les ceintures montées sur le siège lui-même, ont été testés dans « Auto 2000 », ainsi que des systèmes de retenue pour enfants intégrés à l'arrière et des pare-chocs adaptés aux piétons..
| Modèle        | Construction | Moteur + Nom         | Cylindrée         | Performance                  | Couple               | 0 à 100 km/h | Vitesse maxi | Consommation + CO2    |
| ------------- | ------------ | -------------------- | ----------------- | ---------------------------- | -------------------- | ------------ | ------------ | --------------------- |
| Auto 2000 - I | 1981         | 8 cylindres en V ... | 3 800 cm3 (3,8 L) | ... kW (... ch) à ... tr/min | ... N m à ... tr/min | ... s        | 150 km/h     | 9,3 l/100 km ... g/km |

| Modèle         | Construction | Moteur + Nom             | Cylindrée         | Performance                  | Couple               | 0 à 100 km/h | Vitesse maxi | Consommation + CO2    |
| -------------- | ------------ | ------------------------ | ----------------- | ---------------------------- | -------------------- | ------------ | ------------ | --------------------- |
| Auto 2000 - II | 1981         | 6 cylindres en ligne ... | 3 300 cm3 (3,3 L) | 110 kW (150 ch) à ... tr/min | ... N m à ... tr/min | ... s        | 150 km/h     | 7,5 l/100 km ... g/km |

| Modèle          | Construction | Moteur + Nom      | Cylindrée       | Performance                  | Couple               | 0 à 100 km/h | Vitesse maxi | Consommation + CO2    |
| --------------- | ------------ | ----------------- | --------------- | ---------------------------- | -------------------- | ------------ | ------------ | --------------------- |
| Auto 2000 - III | 1981         | Turbine à gaz ... | ... cm3 (... L) | ... kW (... ch) à ... tr/min | ... N m à ... tr/min | ... s        | ... km/h     | ... l/100 km ... g/km |

## Préservation
La version avec la motorisation Diesel est actuellement visible au Musée Mercedes-Benz de Stuttgart.

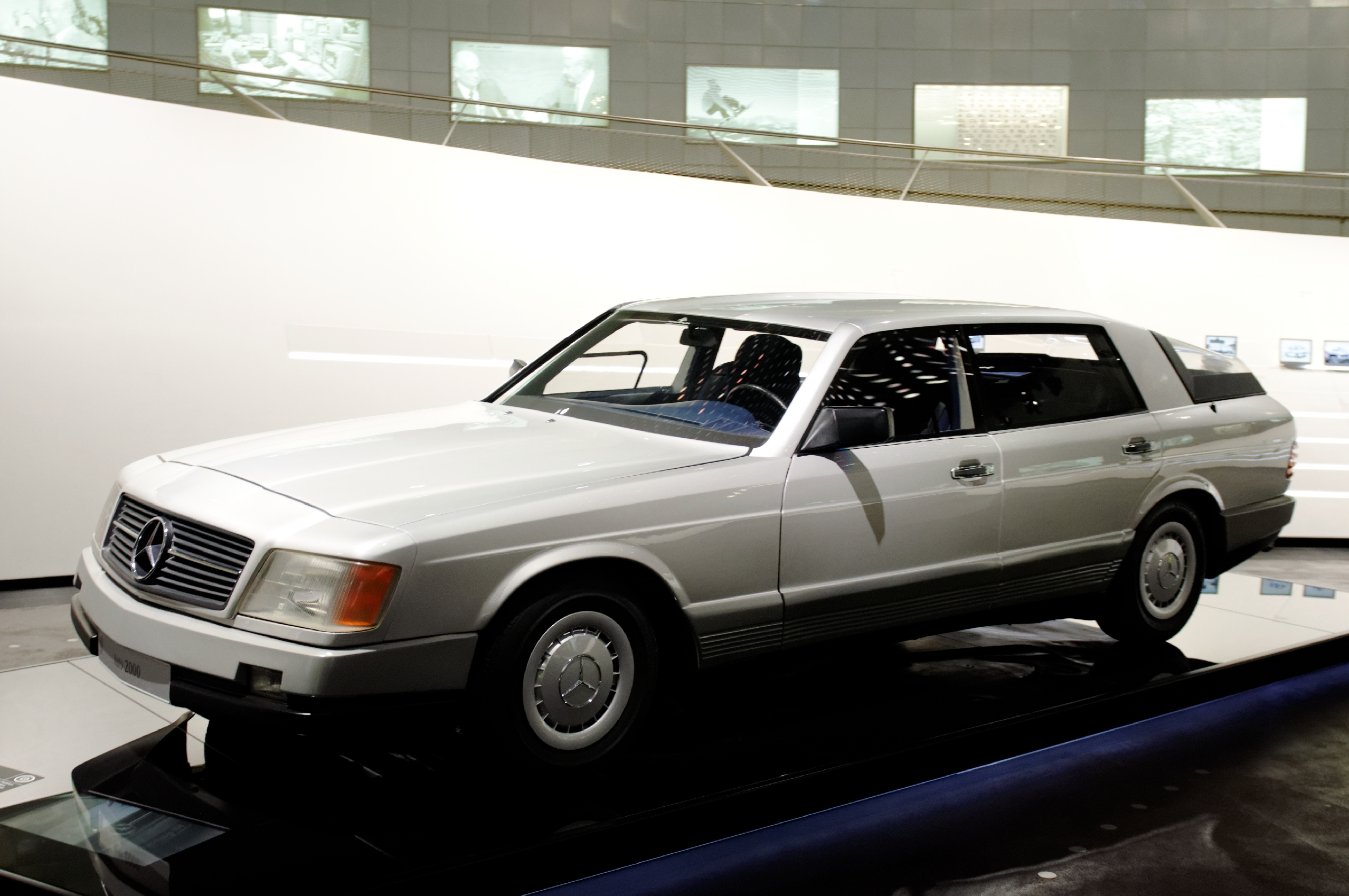
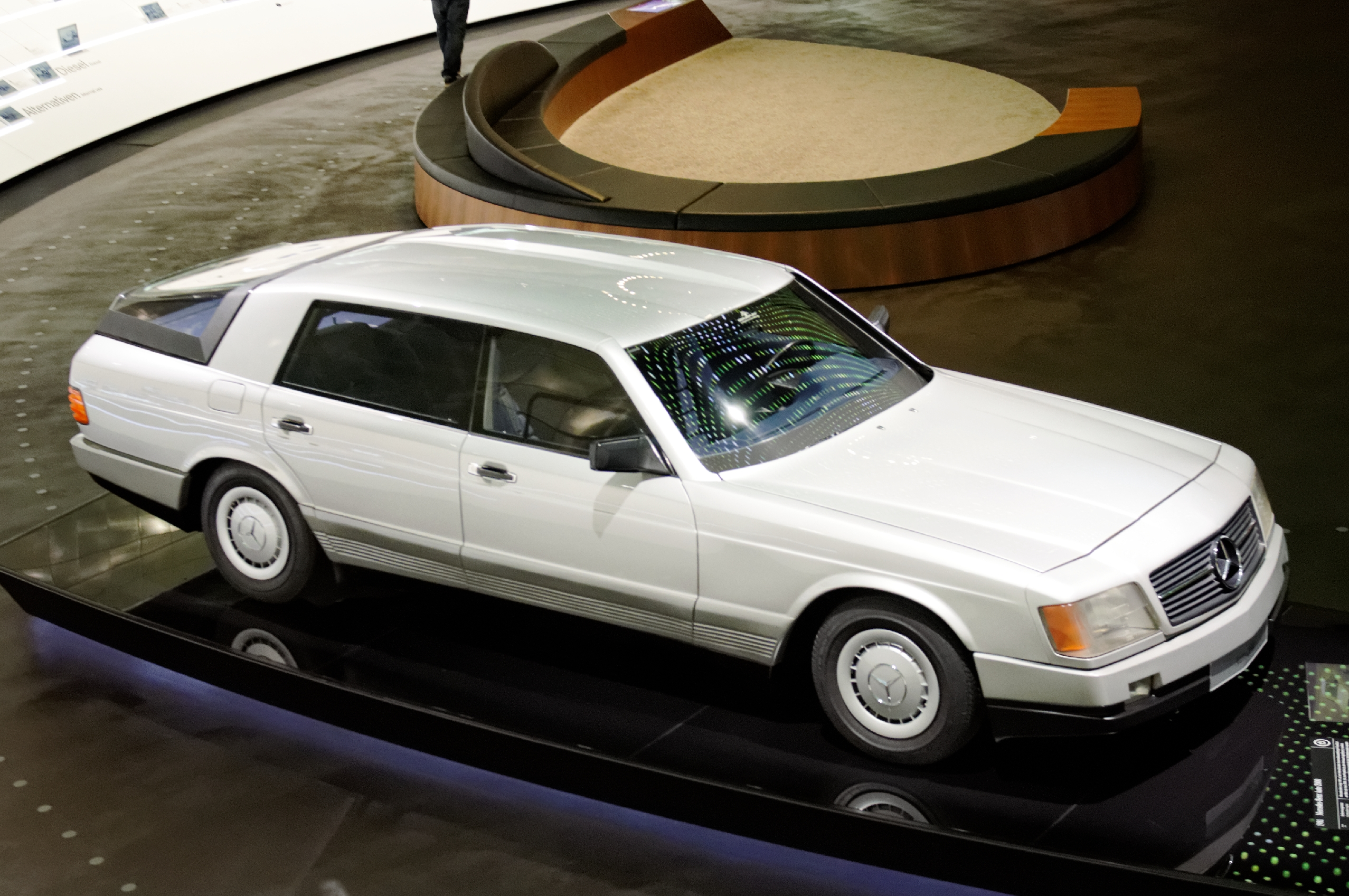